# Ouro Guertode
Ouro Guertode (ou Ouro Gertode, Ouro Gortede) est une localité du Cameroun située dans le département du Mayo-Tsanaga et la Région de l'Extrême-Nord, à proximité de la frontière avec le Nigeria. Elle fait partie de la commune de Hina.

## Population
En 1966-1967, Ouro Guertode comptait 402 habitants, pour la plupart des Peuls et des Hina. À cette date, elle disposait d'un marché d'arachide et d'un marché de coton.
Lors du recensement de 2005, on y a dénombré 1 008 personnes.